# Долуда, Николай Александрович
Никола́й Алекса́ндрович Долу́да (род. 10 июня 1952, Миролюбовка, Харьковская область) — российский политик, деятель казачьего движения; казачий генерал, депутат Государственной думы с  2021 года (восьмой созыв).  Состоит во фракции Всероссийской политической партии «ЕДИНАЯ РОССИЯ».
Руководил (атаман) Всероссийским казачьим обществом (с 2019 по 2023).  До 2020 года являлся войсковым атаманом Кубанского казачьего войска, заместителем губернатора Краснодарского края.
Из-за вторжения России на Украину, находится под международными санкциями 27 стран Евросоюза, США, Великобритании и ряда других стран.

## Биография
Родился 10 июня 1952 года в селе Миролюбовка Богодуховского района Харьковской области.
В 1976 году окончил Полтавское высшее военное зенитно-ракетное училище, с 1983 по 1986 год — слушатель Военной академии войск ПВО по специальности «офицер по управлению боевыми действиями». 28 лет прослужил в Вооружённых Силах. В 1994 году присвоено воинское звание полковника.
В 2006 году Николай Долуда стал заместителем губернатора Краснодарского края — управляющим делами.
В ноябре 2007 года Войсковым сбором Кубанского казачьего войска Долуда был избран атаманом Кубанского казачьего войска. 6 февраля 2008 года это решение было утверждено Указом Президента Российской Федерации. Атаман Долуда принимал активное участие в процессе аннексии Крыма Россией.
В отчёте украинской правозащитной организации «КрымSoS» Долуда был назван одним из лиц, ответственных за похищения крымских татар на одноимённом полуострове в период с 2016 по 2017 год, ранее принимавших участие в поддержке новой украинской власти.
4 ноября 2019 года назначен атаманом Всероссийского казачьего общества.
15 января 2020 года был включён в рабочую группу по подготовке предложений о внесении поправок в Конституцию России.

## Награды
Государственные
- Орден Почёта (2019 г.)
- Орден Дружбы (2012 г.)[10]
- Медаль ордена «За заслуги перед Отечеством» II степени (3 апреля 2012)[11]
- Юбилейная медаль «60 лет Победы в Великой Отечественной войне 1941—1945 гг.»[12]
- Медаль «За заслуги в проведении Всероссийской переписи населения»

Ведомственные
- Медаль «За возвращение Крыма» (Министерство обороны России)[13]
- Медаль «За укрепление боевого содружества» (Министерство обороны России)
- Медаль «За отличие в военной службе» (Министерство обороны России) I степени (1996 г.) — За 20 лет безупречной службы в вооружённых силах
- Медаль «За безупречную службу» II и III степени (1986, 1991 гг.) — За 10 и 15 лет безупречной службы в вооружённых силах
- Медаль «За укрепление государственной системы защиты информации» II степени[14]
- Медаль «За содействие органам наркоконтроля»
- Знак отличия военнослужащих Северо-Кавказского военного округа «За службу на Кавказе»
- Памятный знак Управления вневедомственной охраны при ГУВД Краснодарского края
- Почётный знак «За заслуги в развитии физической культуры и спорта»
- Почётный знак «За заслуги в развитии Олимпийского движения в России» (2006 г.)
- Почётная грамота Федерального архивного агентства (2005 г.)
- Звание «Почётный строитель России»
- Медаль «За участие в военном параде в День Победы»

Региональные
- Медаль «Герой труда Кубани» (26 марта 2014) — за высокий профессионализм и большой личный вклад в подготовку проведения XXII Олимпийских зимних игр и XI Паралимпийских зимних игр в городе Сочи[15]
- Медаль «За выдающийся вклад в развитие Кубани» I степени (2002)
- Орден «За выдающийся вклад в развитие Кубанского казачества»
- Медаль «В ознаменование 10-летия возвращения Севастополя в Россию» (10 июня 2024) — за личный вклад в возвращение города Севастополя в Россию
- Орден Республики Крым «За верность долгу» (13 марта 2015) — за мужество, патриотизм, активную общественно-политическую деятельность, личный вклад в укрепление единства, развитие и процветание Республики Крым и в связи с Днём воссоединения Крыма с Россией[16]
- Медаль «За защиту Крыма» (2014)
- Почётный гражданин города Ейска

Общественные
- Орден преподобного Сергия Радонежского III степени (РПЦ)[17]
- Медаль ФНПР «100 лет профсоюзам России» (2004 г.)
- Юбилейная медаль «75 лет ОСОАВИАХИМ, ДОСААФ, РОСТО»
- Юбилейная медаль «80 лет ОСОАВИАХИМ, ДОСААФ, РОСТО» (2007 г.)
- Почётное звание «Почётный член РОСТО»